# Wotquenne-Verzeichnis
Das Wotquenne-Verzeichnis ist ein von Alfred Wotquenne erstelltes Werkverzeichnis der Werke von Carl Philipp Emanuel Bach, das 1905 unter dem Titel Catalogue thématique des œuvres de Charles Philippe Emmanuel Bach (1714–1788) erstveröffentlicht wurde. Das Verzeichnis wird mit Wq abgekürzt. Angaben zu Werken von C.P.E. Bach verweisen bis heute oft durch das Kürzel Wq und einer folgenden Zahl auf den entsprechenden Eintrag im Wotquenne-Verzeichnis. Das Verzeichnis enthält 903 Einträge.